# 内記稔夫
内記 稔夫（ないき としお、1937年9月23日 - 2012年6月1日）は、日本の漫画蒐集家、現代マンガ図書館の設立者。
東京神田生まれ。小学5年生のとき手塚治虫の『ロストワールド』をきっかけに漫画に没頭し、中学時代には少年誌に投稿・入選して漫画家を志した。1955年、戸山高等学校3年生の時に貸本屋「山吹文庫」を開業し、その貸本に供された蔵書を元にして1978年に「現代マンガ図書館」を設立、館長となった。その後は私財を投じて図書館の運営と新旧の漫画蒐集に努め、同館を他に類を見ない専門図書館へと育てた。1997年、同館の設立と運営に対し第一回手塚治虫文化賞特別賞が贈られた。
1995年より全国貸本組合連合会理事長。2001年より日本マンガ学会理事となり、同学会の設立と発展に大きな役割を果たした。また米沢嘉博記念図書館の創立・運営に協力し、2009年には東京国際マンガ図書館（仮称）設立に向けて現代マンガ図書館の蔵書約18万点を明治大学に寄贈し、引き続きその運用にあたった。
2012年6月1日、肺炎により東京にて74歳で死去した。夏目房之介は内記の訃報に触れ、その人柄を「内記さんは、江戸っ子らしい気風の素敵な方だった。よく会場を手配してくれたマンガ史研究会では、いつも分け隔てない態度で若い人たちにも接し、気さくに何でも話してくれた。」と評した。

## 著書
- 清水勲、秋田孝宏、内記稔夫 著、吉村和真（編） 編『マンガの教科書 - マンガの歴史がわかる60話』臨川書店、2008年。ISBN 978-4653040163。
- 日本における漫画の保存と利用/ 内記稔夫，秋田 孝宏